# Distretto di Kırıkkale
Il distretto di Kırıkkale (in turco Kırıkkale ilçesi) è uno dei distretti della provincia di Kırıkkale, in Turchia.